# Nummulites
A Nummulites a likacsosházúak (Foraminifera) törzsébe tartozó egysejtűek neme. Nagyméretű lencse alakú, néhány millimétertől több centiméterig terjedő nagyságú kövületeik fennmaradtak egykori élőhelyeik helyén. Jelenleg is élő tengeri egysejtűek harmadidőszaki, nagy testű rokonai, lényegében óriás foraminifera sejtek.  A nummuliteszek gyakran elérhetik a 6 cm-es átmérőt. Kora harmadidőszaki, eocén korú normál sósvízi környezetben lerakódott kőzetekben halmozódtak fel, az egykori Tethys-óceán és a Paratethys selfjén. A mediterrán övezetben és az eurázsiai hegységrendszer üledékeiben kőzetalkotó mennyiségben találhatók meszes héjaik.
2016-ban elnyerte az "Év ősmaradványa" címet, legyőzte a Komlopteris nevű komlói magvaspáfrányt, és a Placochelys placodonta nevű kavicsfogú álteknőst.

## Elnevezés
A nummulites elnevezés a latin nummulus "pénzérmecske" szóból származik alakjukra utalva.

## Szent László pénze
Kevés tipikus kövülettel kapcsolatban született legenda, ezért különleges, hogy a nummuliteszekkel kapcsolatban igen. Ezekről a mondákról Temesvári Pelbárt, Hunyadi Mátyás király udvari papja emlékezett meg először.
Amikor Szent László király vitézeivel üldözőbe vette a kunokat, azok aranyakat szórtak maguk mögé. Azt remélték, hogy a magyarok felszedik az aranyakat, és így ők megmenekülhetnek. László ekkor az éghez fohászkodott. Imája meghallgatásra talált: az aranyak nyomban kővé változtak! Az üldözés folytatódott és győzelemmel végződött.
E legendának van egy másik változata is:
Amikor besenyők üldözték Szent László királyt, bízva az ellenség kapzsiságában, aranyakat szórt a földre, így menekült meg vitézeivel együtt. A besenyők elé szórt aranyak hamarosan kővé változtak.

## Felépítés

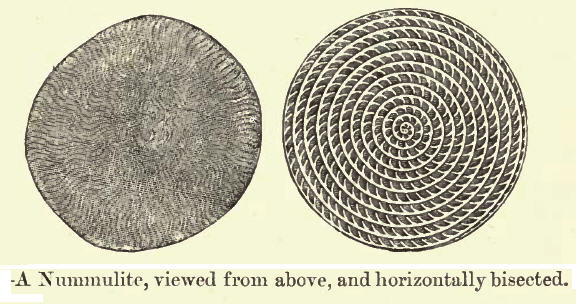

A nummuliteszek diszkosz alakú vázát egy kemény, üveges réteg burkolja be. Keresztmetszeti képen jól látszik, hogy valójában egy horizontális síkban spirálisan csavarodó, gyöngyfüzérszerű kamrasorozat adja házuk szerkezetét. A külső réteg gyakran pórusokkal gazdagon átjárt, spirális pontsorokkal vagy retikulárisan díszített. A váz keresztmetszetéből nézve úgy képzelhetjük el a ház növekedését, ha veszünk egy "V" betűt, amit egy, a betű két szárának végpontjait összekötő tengely körül forgatunk, miközben folyamatosan növeljük a "V" méretét.

## Fejlődéstörténet
A nummuliteszek leszármazása jellemezhető a likacsosházúak rendjének fejlődéstörténetével. Őseik a kambriumban tűntek fel, majd a karbon időszakban néhány csoportjuk (például Fussulinidák) nagyobb méreteket értek már el. A perm-triász kihalási esemény során legtöbb nemük kipusztult, így a triász idején csak kis számú, kis méretű nemük fordult elő. A nummuliteszek a kréta időszakban jelentek meg, eleinte legfeljebb rizsszem méretű alakokkal, majd a Kréta végi tömeges kihalás újra megtizedelte őket. A paleocénben és alsó eocénben még csak néhány cm-es, a középső- és felső eocénban akár 12 cm-s nagyságot is elérő formáik éltek a Földközi-tenger és a mellék-Földközi-tenger nyugodt, trópusi vizeiben. Tündöklésüknek az oligocéni klímarosszabbodás vetett véget, az alsó oligocénben még éltek kisebb formáik, a középső oligocénben az északi tengerrel kapcsolatba kerülő mediterrán tengerek vize alkalmatlanná vált számukra. Mára csak kevés élő faja maradt fenn, egyikük az izogám Nummulites venosus.

## Élőhely és táplálkozás
A mai is élő foraminiferákhoz hasonlóan rendkívül érzékenyek lehettek a környezeti feltételekre. Csak a tiszta, trópusi, normál sósvízi tengerekben éltek, kizárólag a mai mediterrán régió csendes, mésziszapos aljzatú sekélytengeri vizeiben. Tőlünk északra, Csehországban vagy Németországban csak elcsökevényesedett fajaikat találjuk. Valószínű, hogy egy óriás, amőboid egyed építette fel a vázat, bár ismertek ennek ellentmondó vélemények is, elsősorban egyes nummuliteszek igen nagy házai miatt. Feltehetően a váz pórusain keresztül filopódiumaikkal, esetleg a házon keresztül részben filtráló mechanizmuson keresztül jutottak hozzá planktonikus táplálékukhoz. Az eocén tenger meleg, meszes aljzatú tengereiből fel tudták venni a házuk építéséhez szükséges kalciumot. Nem elképzelhetetlen, hogy esetleg szimbiózisban éltek volna egyes algákkal.

## Rétegtani jelentőség
Szintjelző jelentőségük főként helyi jellegű, bár adott fajaik viszonylag rövid földtani periódusidőre korlátozódtak és sokszor a nagyjából azonos élőhelyi feltételeknek köszönhetően széltében elterjedtek az eurázsiai hegységrendszer azonos korú eocén képződményeiben. Magyarországon Hantken Miksa az Esztergom-környéki barnakőszénmedencék esetében megállapította, hogy legalul a Camerida subplanulata fekszik, majd ezt követi a C. perforata, a C. striata, majd jön a nagy méretű C. millecaput és legfelül a C. incrassata.

## Hazai előfordulás
Kőzetalkotó mennyiségben számos eocén képződményben megtalálhatóak, így a Bakonyban Dudar és Magyarpolány környékén vagy Budapesten a Mátyás-hegyen. A Pál-völgyi-barlang és a Szemlő-hegyi-barlang is középső (részben felső) eocén mészkőben jöttek létre. Kincsesbánya település előtagjában a "kincses" név is a nummulitesre utal.

## Képek

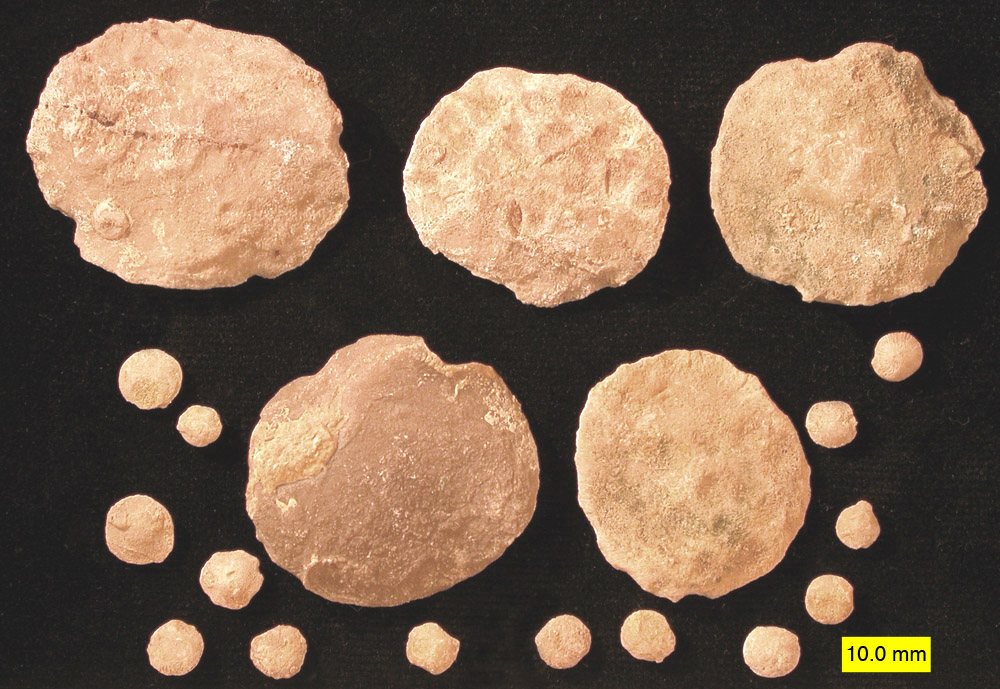
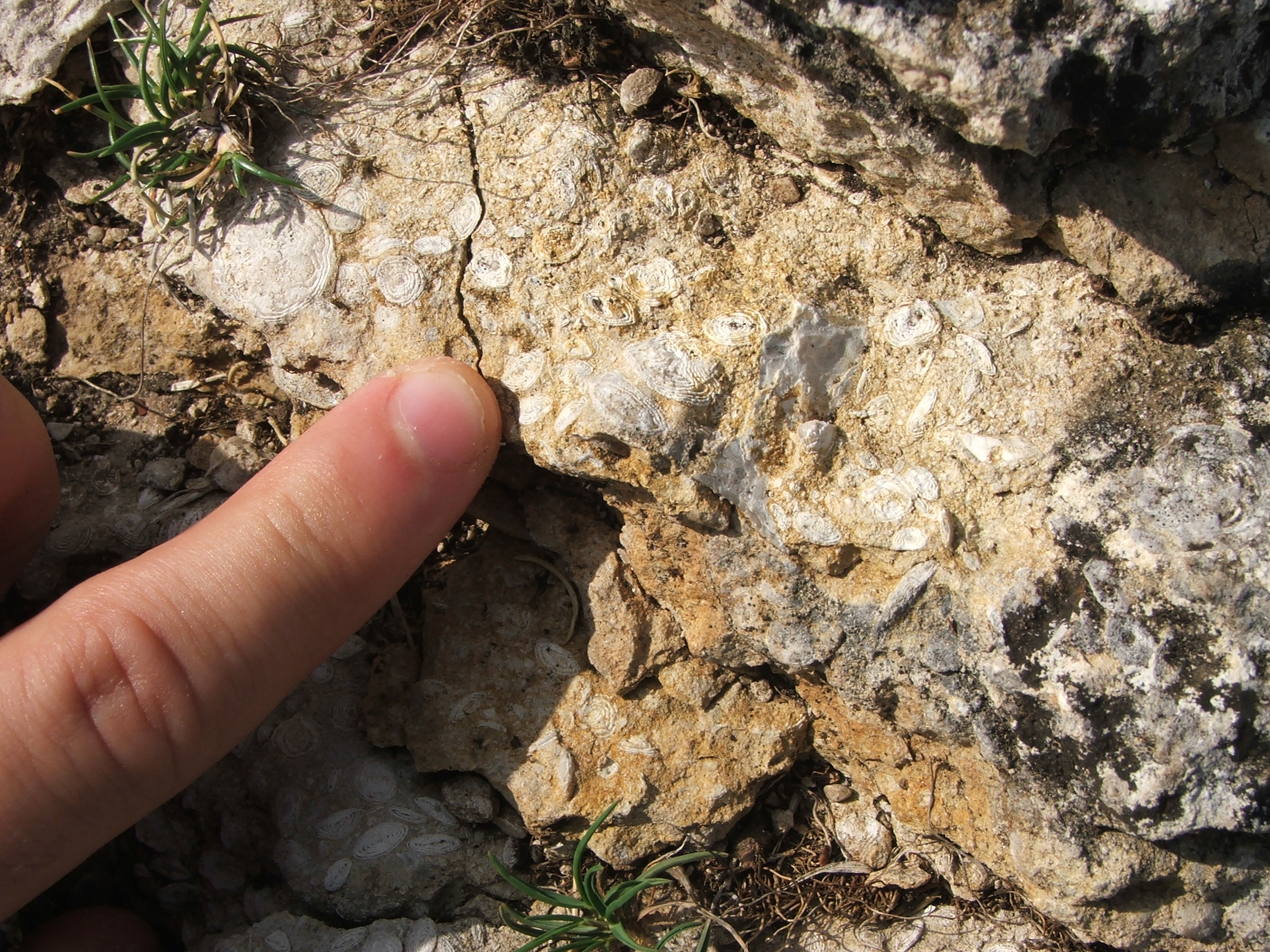
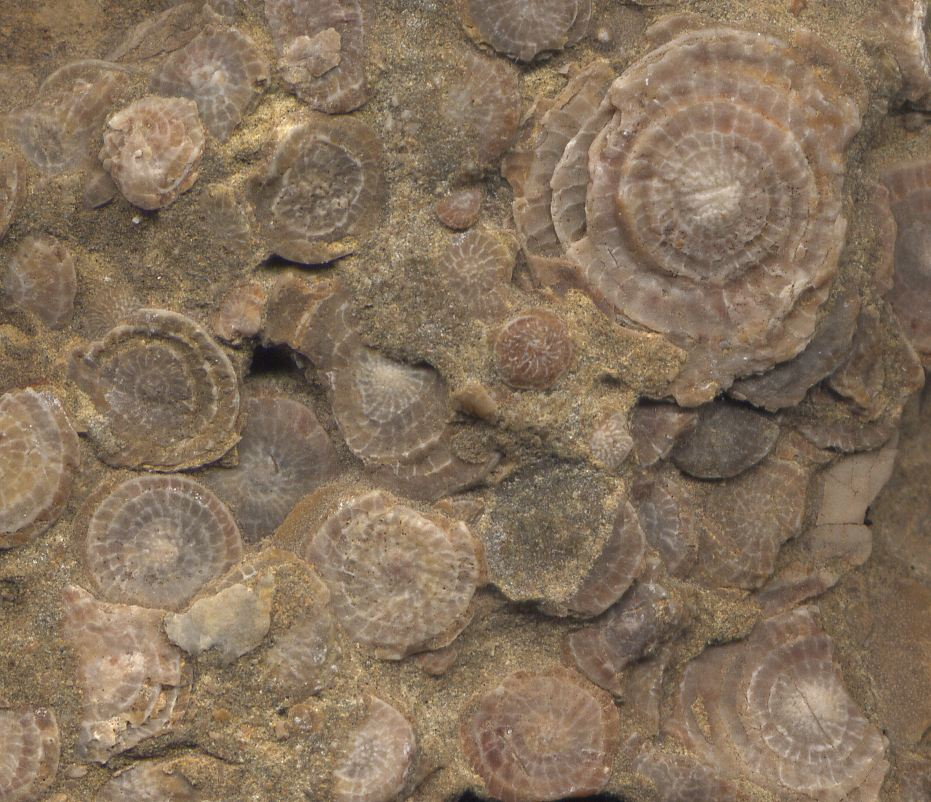